# Pitjantjatjara
Els pitjantjatjara o pitjantjara és un poble aborigen australià que viu als deserts occidentals d'Austràlia central, entre el nord-oest d'Austràlia meridional i la frontera del Territori del Nord, al sud del llac Amadeus. Es diuen a si mateixos anangu, que significa segurament 'ésser humà' o 'persona' en idioma pitjantjatjara, de la família de les llengües pama-nyunga.

## Història
A hores d'ara hi ha encara uns quatre mil anangus vivint en petites comunitats a les seues terres tradicionals. Els enfrontaments amb els invasors europeus acabaren al 1921 amb el lliurament per als anangus d'un territori de 73.000 quilòmetres quadrats al nord-oest d'Austràlia Meridional. Les sequeres de la dècada dels 1920 i entre els 1956 i 1965 feren que molts pitjantjara es desplaçassen cap a l'est al llarg del ferrocarril que uneix Adelaida i Alice Springs a la recerca d'aigua. En el viatge es van barrejar amb els seus veïns occidentals, els ngaanyatjarra, i orientals, els yankunytjatjara.
Les depredacions dels invasors europeus feren que Charles Duguid, fundador de l'Aboriginal Advancement League i la comunitat Ernabella, posada en marxa per l'Església presbiteriana a les muntanyes Musgrave per a protegir els habitants originaris, els prengués sota la seua protecció.
El 1950, una gran part dels pitjantjatjara o anangus foren obligats a desplaçar-se del seu territori per les proves nuclears del govern anglòfon a Maralinga. Malgrat això, molts anangus es van contaminar per la radiació i fins i tot va haver-hi morts per aquesta causa. Després de dures negociacions amb el govern, s'aprovà la Pitjantjatjara Land Rights Act el 19 de març del 1981, que garantia la propietat de les terres en una àrea de 103.000 km² a l'extrem nord-oest d'Austràlia Meridional. En acabar, el 1984 es va aprovar la Maralinga Tjarutja Land Rights Act per la qual es garanteix aquest mateix territori als ara anomenats maralinga tjarutja. En aquesta àrea i sota la gestió del Maralinga Tjarutja Council, es troba el Mamungari Conservation Park, una de les dotze Reserves Mundials de la Biosfera que es troben a Austràlia.

## Llocs sagrats

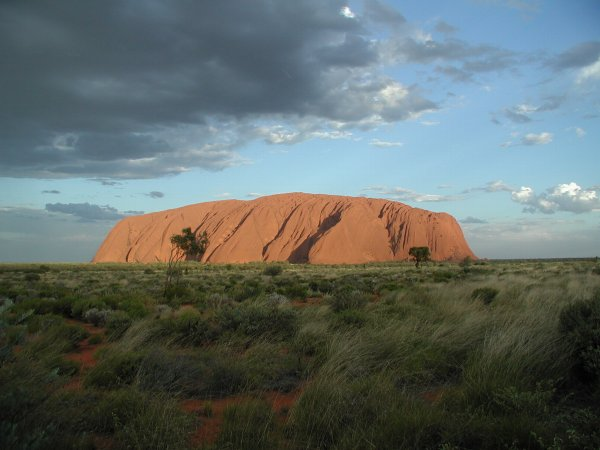
Molts pitjantjatjara viuen al voltant d'Uluru, que per a ells és un lloc sagrat

Els anangus consideren llocs sagrats per a ells Uluru i Kata Tjuta, però es troben al Territori del Nord; tanmateix, el 1985 van aconseguir que se'ls permetés gestionar una part dels drets del parc nacional.